# تری هگزیفنیدیل
تری هگزیفنیدیل (به انگلیسی: Trihexyphenidyl) از رده داروهای اعصاب و روان است که برای درمان اختلالات ناشی از بیماری پارکینسون و رفع عوارض برخی از داروهای اعصاب و روان کاربرد دارد و ممکن است همراه با آنها تجویز شود.
رده درمانی: آنتاگونیست استیل کولین.
اشکال دارویی: قرص و الگزیر

## موارد مصرف
تری هگزیفنیدیل برای اثرات آرامبخشی سریع در هنگام ناراحتی‌های عصبی و بهبود عملکردهای مبتنی بر منطق در شرایط حاد و رفع اضطراب شدید، در دوزها کم استفاده می‌شود. همچنین در درمان عوارض اکستراپیرامیدال داروهای آنتی سایکوتیک تجویز می‌شود و در درمان علائم حرکتی ناشی از پارکینسون مؤثر است. تری هگزیفنیدیل برای درمان علامتی بیماری پارکینسون تحت درمان، به صورت مونو و ترکیبی استفاده می‌شود. این دارو همچنین معمولاً برای درمان عوارض جانبی اکستراپیرامیدال که در طی درمان ضد روان پریشی ایجاد می‌شود، کاربرد دارد. تری هگزیفنیدیل ممکن است افسردگی سایکوتیک را که اغلب با بیماری پارکینسون و مشکلات علامت دار ناشی از درمان ضد سایکوز همراه است، بهبود بخشد.
این دارو نمی‌تواند بیماری پارکینسون را درمان کند، اما می‌تواند علائم را کاهش دهد. تخمین زده می‌شود ۵۰ تا ۷۵ درصد از مبتلایان به پارکینسون واکنش مثبت نشان دهند و ۲۰ تا ۳۰ درصد بهبود علائمی را تجربه کنند. برای افزایش فعالیت درمانی، تری هگزیفنیدیل معمولاً همزمان با لوودوپا، سایر داروهای ضد قارچ یا آنتی هیستامین (به عنوان مثال دیفن هیدرامین) تجویز می‌شود. درمان ترکیبی با آگونیست‌های دوپامینرژیک مانند کابرگولین نیز ممکن است. این اغلب «رویکرد چند بعدی» خوانده می‌شود. همچنین برای ترمور اولیه و آکاتیزیا نیز تجویز شده است.

### موارد منع مصرف شامل:[۴]
- حساسیت به تری هگزیفنیدیل
- گلوکوم زاویه باریک
- ایلوس
- احتیاط: این دارو برای مبتلایان به بیماری انسداد دستگاه ادراری، افرادی با سابقه شناخته شده از تشنج و افراد مبتلا به تاکی کاردی بالقوه خطرناک است.
- در افراد زیر ۱۸ سال به دلیل تجربه بالینی کم، نباید مصرف شود.
- افراد باید هنگام شروع مصرف تری هگزیفنیدیل و زمانی که دوز آن افزایش یافته یا به رژیم با داروهای دیگر افزوده می‌شود، دوره ای را تنظیم کنند که با آن سازگار شوند، زیرا خواب آلودگی حاد و خستگی انباشته شده می‌تواند به ویژه در کار با لوازم نقلیه موتوری خطرناک باشد.

## عوارض جانبی
- عوارض جانبی وابسته به دوز رایج است، اما به‌طور معمول با سازگاری بدن با دارو، به مرور زمان کاهش می‌یابد. تمام علائم زیر مورد توجه قرار گرفته و نشان داده شده است که آرتان در طی پنج سال به‌طور مداوم و چشمگیری نقایص عصبی در افراد ۱۶–۸۶ ساله را بهبود می‌بخشد.[۵] با این حال احتمال رخداد یکسری عوارض جانبی وجود دارد. ممکن است در افرادی که سن بالاتری دارند یا دارای شرایط روان‌پزشکی هستند، دچار سردرگمی شوند یا دلیریوم ایجاد شود. عوارض جانبی شامل موارد زیر است:[۶]
- سیستم عصبی مرکزی: خواب‌آلودگی، سرگیجه، سردرد و سبکی سر رایج است. با دوزهای زیاد عصبی بودن، اضطراب، دلیریوم و گیجی ذکر می‌شود. تری هگزیفنیدیل ممکن است به دلیل اثر خلقی کوتاه و بالا بردن خلق، مورد سوءمصرف قرار گیرد. معماری خواب معمولی ممکن است تغییر یابد (REM خواب افسردگی). تری هگزیفنیدیل ممکن است آستانه تشنج را کاهش دهد.
- عوارض جانبی محیطی: خشکی دهان، اختلال در تعریق، ناراحتی در شکم، حالت تهوع و یبوست رایج است. درجات مختلفی از تاکی کاردی ممکن است دیده شود. واکنش‌های آلرژیک نادر است، اما ممکن است رخ دهد. بسیاری از این علائم محیطی به ویژه با توجه به افزایش حاد اضطراب با شکایات مختلف جسمی و همچنین شواهدی از افت فشار خون ارتوستاتیک و تاکی کاردی، نشانگر علائم ترک مواد مخدر است، به خصوص در افرادی که شرایط روان‌پزشکی دارند.[۷]
- چشم: تری هگزیفنیدیل باعث میدریاز (گشادی مردمک) با یا بدون فتوفوبی (ترس از نور) می‌شود. ممکن است گلوکوم زاویه باریک را نیز بدهد یا باعث تاری دید شود.
- تحمل ممکن است در طول درمان ایجاد شود که نیاز به بالا بردن دوز دارد.
- افزایش وزن.